# Ligne de Benrath

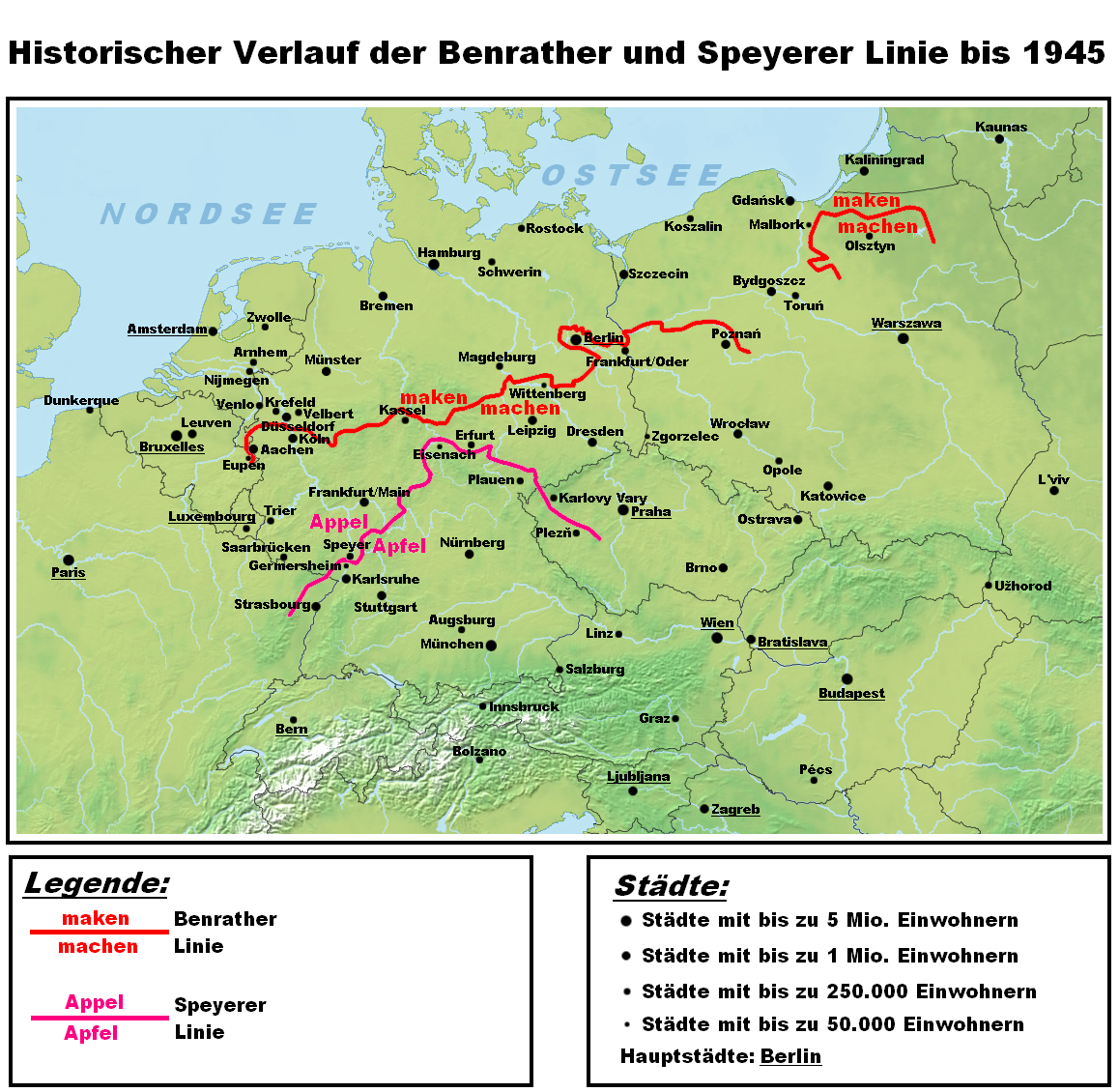
La ligne de Benrath (maken/machen) et celle de Spire (Appel/Apfel) : principales isoglosses de la zone continentale de l'ouest germanique.

En linguistique, la ligne de Benrath (en allemand : Benrather Linie) est une isoglosse (et même, pour une bonne partie de sa longueur, un faisceau d'isoglosses) qui sépare les dialectes du bas allemand au nord, de ceux du moyen et du haut allemand au sud.
Cette ligne passe entre Eupen et Aix-la-Chapelle puis au nord de Kerkrade, ensuite d'ouest en est, au sud d'Odenkirchen et de Neuss, traverse le Rhin à la hauteur de Benrath (dans la partie sud de Düsseldorf), puis passe au nord de Cassel, de Wittenberg, de Berlin, de Francfort-sur-l'Oder et de Posen (en polonais : Poznań).
Au cours de la seconde mutation consonantique (du IIIe au IXe siècle), les langues germaniques occidentales furent divisées par cette ligne. Les parlers au sud de cette dernière évoluèrent vers le moyen et le haut allemand, tandis que les autres (anglais, néerlandais, frison occidental, frison oriental, frison septentrional et bas-saxon) évoluèrent séparément.
La ligne de Benrath est aussi connue sous le nom de « ligne maken-machen », puisqu'elle marque la frontière de prononciation du verbe faire, prononcé maken dans les dialectes du bas allemand et machen [ˈmaχn̩] dans ceux du haut allemand. Elle est semblable à l'isoglosse de la ligne Uerdingen située tout près.